# Kabinett Mifsud II
Das maltesische Kabinett Mifsud II wurde am 21. Juni 1932 von Premierminister Ugo Pasquale Mifsud von der Partit Nazzjonalista (PN) gebildet. Es löste das Kabinett Strickland ab und befand sich bis zum 2. November 1933 im Amt.

## Geschichte

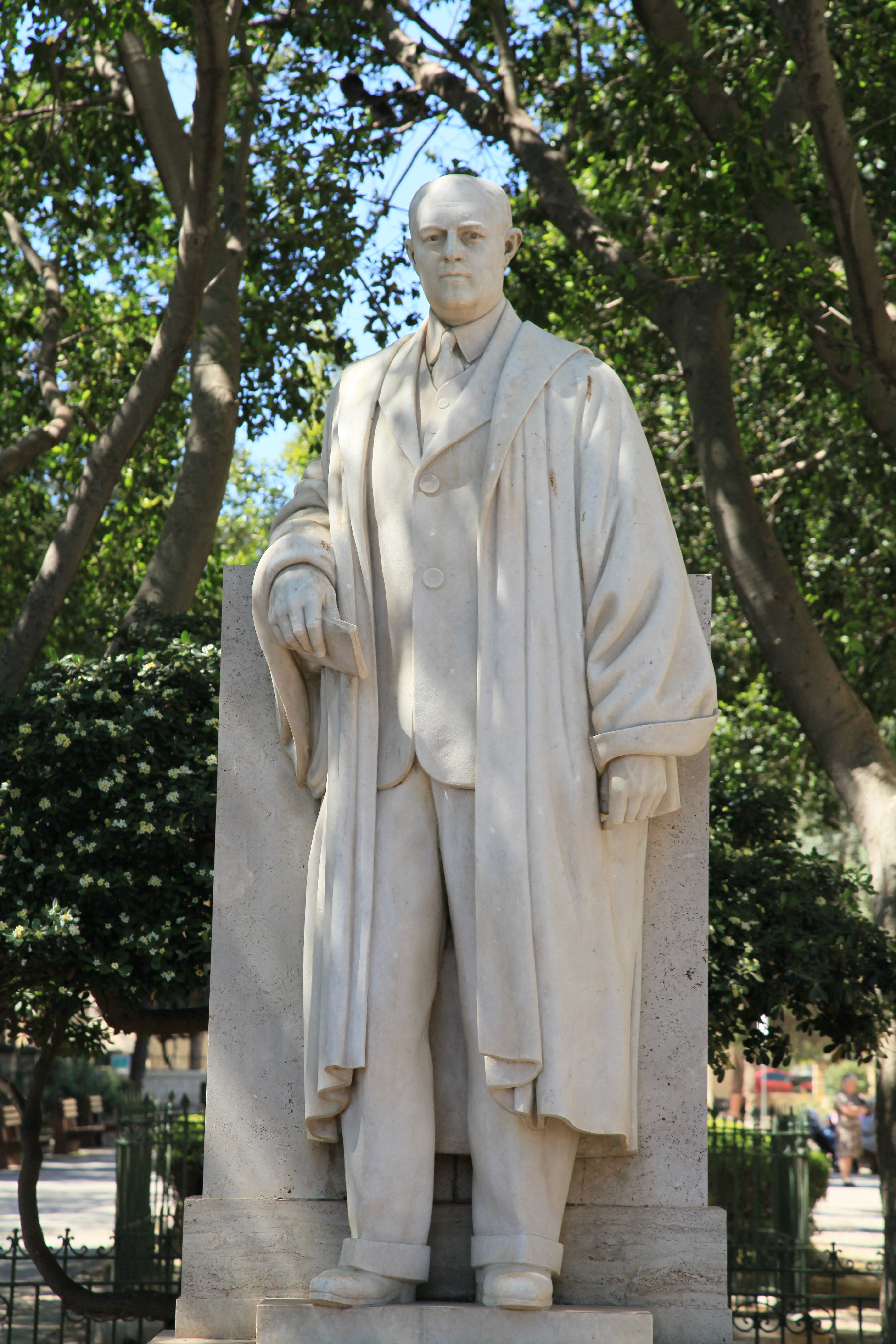
Statue von Ugo Pasquale Mifsud in Floriana

Aus den Wahlen zum Repräsentantenhaus am 11. und 13. Juni 1932 ging die Partit Nazzjonalista (PN) des ehemaligen Premierministers Ugo Pasquale Mifsud als stärkste Kraft hervor. Mit 28.777 Stimmen (59,6 Prozent) gewann sie 21 der 32 Parlamentssitze und damit acht Sitze mehr als bei der letzten Wahl am 7. und 9. August 1927. Die Constitutional Party (CON) des bisherigen Premierministers Gerald Strickland erzielte nur noch 15.023 Stimmen (31,1 Prozent) und verlor fünf ihrer 15 Sitze, so dass sie jetzt nur noch mit 10 Abgeordneten im Parlament vertreten war. Auch die Partit Laburista (PL) errang diesmal lediglich 4.138 Wählerstimmen (8,6 Prozent) und verlor zwei ihrer drei Mandate, so dass sie nur noch mit Paul Boffa im Repräsentantenhaus vertreten war. Bei den Wahlen 1932 gewann somit die proitalienische Gruppe um Mifsud, der daraufhin am 21. Juni 1932 sein zweites Kabinett bildete.
Als diese jedoch versuchte, ihre Interessen durchzusetzen, kam es erneut zu Unruhen, die zur Folge hatten, dass die Verfassung von 1933 bis 1936 abermals außer Kraft gesetzt wurde und Malta 1934 in den Kolonialstatus der vollständigen politischen Unmündigkeit zurückkehren musste. Die Kolonialherren legten Englisch und Maltesisch als offizielle Amtssprachen fest und schafften das Italienische ab. Die Amtszeit des zweiten Kabinett Mifsud endete daher am 2. November 1933.

## Minister
| Amt                                                     | Name                                           | Partei               | Anmerkungen |
| ------------------------------------------------------- | ---------------------------------------------- | -------------------- | --- |
| Premierminister und Justizminister                      | Ugo Pasquale Mifsud                            | Partit Nazzjonalista | Seit Ende Juni 1932 zusätzlich Minister für Handel, Industrie und Zölle                                                |
| Minister für Finanzen und Polizei                       | Carmelo Mifsud Bonniċi                         | Partit Nazzjonalista | |
| Minister für Landwirtschaft und Fischerei               | Giuseppe Micallef                              | Partit Nazzjonalista | |
| Bildungsminister                                        | Monsignore Enrico Dandria Enrico „Nerik“ Mizzi | Partit Nazzjonalista | Dandria: Am 3. Juli 1932 im Amt verstorben Mizzi: Amtsantritt Ende Juni 1932 aufgrund der schweren Erkrankung Dandrias |
| Minister für öffentliche Arbeiten                       | Giovanni Adami                                 | Partit Nazzjonalista | |
| Minister für Post, Handel, Industrie und Zölle          | Enrico „Nerik“ Mizzi                           | Partit Nazzjonalista | Seit Ende Juni 1932 Bildungsminister                                                                                   |
| Minister für Gesundheit und Wohltätigkeitsinstitutionen | Salvatore Borg Olivier                         | Partit Nazzjonalista | Seit Ende Juni 1932 zusätzlich Postminister                                                                            |